# Michael Laitman
Michael Laitman va néixer a la ciutat belarussa de Vítsiebsk, a l'antiga Unió Soviètica, (actualment Belarús), en 1946. Els seus alumnes es refereixen a ell amb el títol honorífic de Rav o Rabí, malgrat que mai no ha estat ordenat rabí, i no ha dut a terme oficis religiosos. Els seus alumnes habitualment l'anomenen Doctor Laitman, sobre la base d'un doctorat que va rebre en 2004 per part de l'Institut de Filosofia de l'Acadèmia Russa de les Ciències. Els antecedents de Laitman no es troben en la religió, sinó en la ciència.

## Interès en el judaisme
El doctor va desenvolupar un interès en el judaisme rabínic tradicional, solament després d'emigrar a Israel en 1974. Laitman va rebre algunes lliçons sobre la Càbala amb el cabalista Philip Berg. Poc després, en 1979, va esdevenir el deixeble del Rabí i cabalista Baruch Ashlag, el fill del cèlebre Rabí Yehuda Ashlag, també conegut amb el nom de Baal HaSulam.

## Organització Bnei Baruch
A principis dels 90, Laitman va fundar l'organització Bnei Baruch ("Els Fills de Baruch" en català). En aquell moment els seus estudiants no eren més que un modest grup d'estudi, que es reunia al seu apartament de Bené-Berac. Gradualment, el grup va créixer. En 1997, el grup va començar a oferir cursos de Càbala gratuïtament, mitjançant Internet i la ràdio (el grup va crear un canal de televisió l'any 2007). L'organització va moure la seva seu central des de Bené-Berac fins a la ciutat de Pétah Tiqvà.
Mitjançant Internet, l'associació Bnei Baruch va començar a sumar seguidors d'arreu del món. Actualment, el grup està present a 107 països, té uns 150.000 estudiants, dels quals 50.000 resideixen a l'Estat d'Israel: es calcula que dos milions de persones poden accedir al seu lloc web cada any. El grup organitza conferències anualment a Tel-Aviv, que compten amb l'assistència de 6.000 persones, incloent a diversos dignataris i polítics locals. En 2006, tres membres del govern d'Israel, membres del partit polític Likkud, van assistir a la conferència de l'organització.

## Organització Arvut
L'any 2011, en una època d'ebullició interna a Israel degut a la Primavera Àrab, l'associació Bnei Baruch va crear el moviment Arvut (responsabilitat mútua), un moviment social no polític.